# Карпатска Србија
Карпатска Србија је регија (област) у источној Србији. Према хијерархији географских регија она представља субрегију мезорегије Источна Србија односно Планинско-котлинско-долинске макрорегије. 
Карпатска Србија ограничена је Ђердапском клисуром на северу, српско-бугарском границом на истоку, линијом Стара планина-Тупижница-Ртањ-Рожањ на југу односно развођем према регији Велико Поморавље и раседно-ерозивним одсеком који одваја Хомоље и Звижд (у саставу Карпатске Србије) од Стига и Браничева. Овај одсек пружа се од Голупца, преко ждрела Млаве и западном страном Бељанице, Кучаја, Бабе и Самањца.

## Физичко-геогарфске одлике

### Рељеф
Рељеф регије веома је сложен и разноврстан. На њеном простору има тектонских, палеоабразионих, флувијално-денудационих, крашких, еолских, палеовулканских облика рељефа. 
Главни морфолошки елементи рељефа су Ђердапска клисура и планине између којих су спуштене котлине. Најпознатије планине у регији су: Бељаница, Црни врх, Кучај, Ртањ, Тупижница, Дели Јован и др. Од котлина треба поменути Црноречку, Зајечарску, Хомољску, Звишку итд. 
Реке Карпатске Србије издубиле су велики број клисура и кањонских долина. Познате клисуре су Каонска (река Пек), Рибарско-горњачка (река Млава), клисуре Ресаве, Раванице, Црнице, Јовановачке реке, Тимока и др. Црни Тимок има композитну долину са 3 котлине и 2 клисуре. Клисуре Црног Тимока су Јабланичка (21 km) и клисура Баба Јона (22 km). У Рибарско-Горњачкој клисури налази се Крепољинско проширење. 
Кањонске долине имају Ресава, Демизлок (Лазарева река), Радованска река, речица Суви до. Лазарев кањон представља најужу кањонску долину Источне Србије. Његова ширина на појединим местима износи само 7 m. У рељефу регије постоји велики број преседлина и превоја који су искоришћени за пролазак путева и пруга који повезују суседне котлине. Најпознатије преседлине су Честобродица и Кадибогаз (575 m). Честобродица се налази између Кучаја и Самањца и кроз њу пролази пут који спаја Параћин и Зајечар. Кадибогаз налази се у северном делу Старе планине и најпогоднији је гранични прелаз од Зајечара и Књажевца ка Белограџику. 
Крашки облици рељефа поготово су развијени на кречњачким планинама регије. Овај крај познат је по загаћеном красу. Нема крашких поља а јављају се пространије увале (Речке и Бусовата на Бељаници односно Брезовица, Игриште, Некудово, Торовиште на Кучају). У планинама се јављају и затворене (слепе) долине. Посебна одлика регије су пећине. На планини Бељаници познато је преко 150 подземних крашких облика. Најпознатије пећине на нивоу регије су Боговинска, Дубочка, Церемошња, Злотска, Раваничка, Верњикица. Познате бељаничке пећине су Велика Атула, Влашка, Радошева, Дивљаковачка итд. Још једна особеност крашког рељефа су прерасти. Познате су: на реци Замни, близу Плавне; на притоци Шашке код Мајданпека; прераст Самар на речици Пераст; Осаничка прераст; Вратњанске прерасти (Мала, Велика и Сува). Карактеристичне су јаме снежнице и леденице на Кучају а позната је Зла леденица код Равне реке. Дубље јаме су Михјалова јама на Кучају и Ивков понор (понор Речке).
У геолошко-морфолошкој структури истиче се Црноречки еруптивни и вулкански крај представљен тимочким андезитским масивом који је са Кратовско-злетовским крајем, у данашњој Македонији, био поприште најјаче вулканске активности на овим просторима. Најистакнутија палеовулканска купа Србије налази се овде. То је купа Тилва Њагра. 
Еолски рељеф заступљен је уз десну страну Дунава, у Крајини и Кључу (Радујевачка и Кобишничка пешчара).
Урвања земљишта има на стрмијим странама у језерским седиментима. У кречњацима код Жагубице јављају се фосилни урниси.
Неготинска крајина најнижи је континентални део Србије са ушћем Тимока на 28 m надморске висине.

## Галерија
- Осаничка река
- Клисура Осаничке реке
- Прераст Касоње (Осаничка река)